# Happiness Begins Tour
Le Happiness Begins Tour est la tournée du groupe Jonas Brothers pour promouvoir leur album Happiness Begins. La tournée débute le 7 août 2019 à Miami, États-Unis et se termine le 22 février 2020 à Paris, France. 

## Contexte
Le 30 avril 2019, le groupe annonce sur les réseaux sociaux la tournée avec la phrase « Happiness Begins tomorrow ». 

## Setlist
La liste qui suit est celle présentée pour les premières dates de la tournée. Elle a depuis été modifiée. 
1. Rollercoaster
2. S.O.S
3. Cool
4. Only Human
5. Strangers
6. That's Just the Way We Roll
7. Fly With Me
8. What A Man Gotta Do
9. Used To Be
10. Hesitate
11. Gotta Find You
12. Jealous
13. Cake by the Ocean
14. Comeback
15. When You Look Me in the Eyes
16. I Believe
17. Mandy  /  Paranoid  /  Got Me Going Crazy  /  Play My Music  /  World War III  /  Hold On  /  Tonight
18. Lovebug
19. Year 3000
20. Burnin' Up
21. Sucker